# Дуело-Вале (Верона)
Дуело-Вале је насеље у Италији у округу Верона, региону Венето.
Према процени из 2011. у насељу је живело 33 становника. Насеље се налази на надморској висини од 363 м.